# 林姮怡
林姮怡（1976年6月—），台灣女演員、模特兒，父親為雲林縣中國醫藥大學北港媽祖醫院前院長、神經外科權威林欣荣。1998年毕业于台湾中國文化大学畜產學系，並入演藝圈。

## 家庭
2003年2月，與蔣介石家族第四代蔣友柏结婚，婚后息影，並和蔣友柏生下两名子女。2018年7月與蔣友柏離婚。

## 演出作品

### 电视剧
- 2002年 三立、台視偶像劇《薰衣草》

### 电影
- 2000《纯属意外》
- 《高跟鞋之恋》
- 《OL誘惑之各自精彩》

### MV
- 张国荣MV《Everybody》（资料馆收录了林姮怡照片1张）

## 广告
- 《旁氏美白乳霜：豆腐篇》(2001)
- 《旁氏妙鼻贴》(2001)
- 《蜜妮沐浴乳》(2000)
- 《声宝家电》(2000)

## 外部連結
- 林姮怡在互联网电影资料库（IMDb）上的資料（英文）
- 林姮怡在香港影庫上的簡介